# Ривон
Ривон ап Кунеда (валл. Rhufon ap Cunedda) — правитель Ривониога, королевства, зависимого от королевства Гвинед.
Ривон был третьим сыном Кунеды ап Эдерна и его жены Гваулы, дочери Коэля Старого. Ривон подчинялся королю Гвинеда.
Считается что Ривону наследовал его сын Мор, хотя в Харлеанских генеалогиях отцом Мора назван некий Брохвайл.